# Prunus nigra
Prunus nigra är en rosväxtart som beskrevs av William Aiton. Prunus nigra ingår i släktet prunusar, och familjen rosväxter. Inga underarter finns listade i Catalogue of Life.

## Bildgalleri

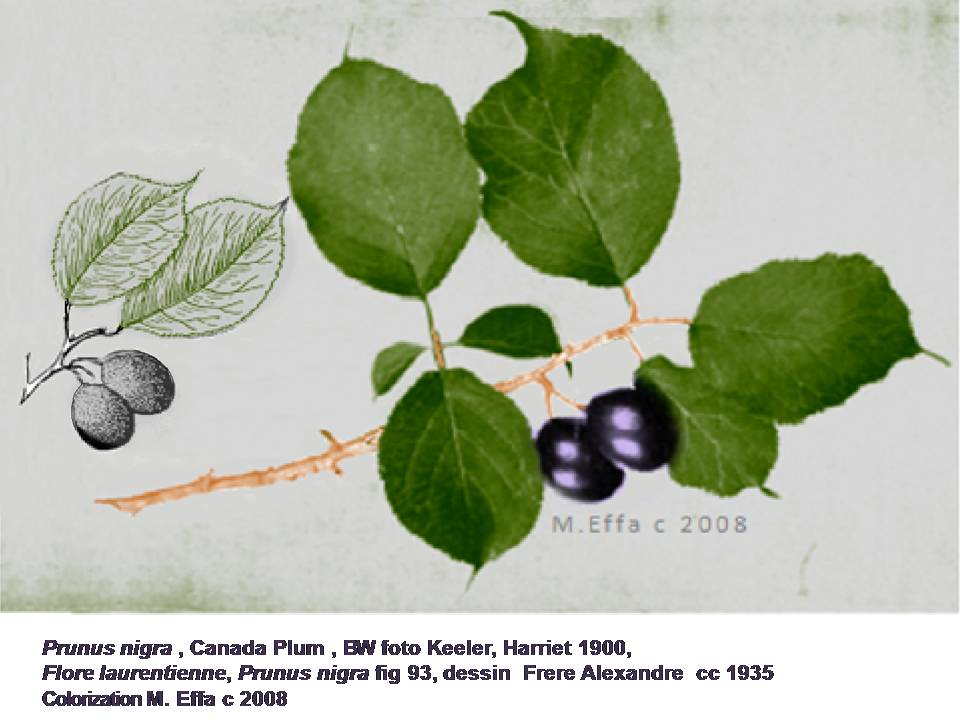
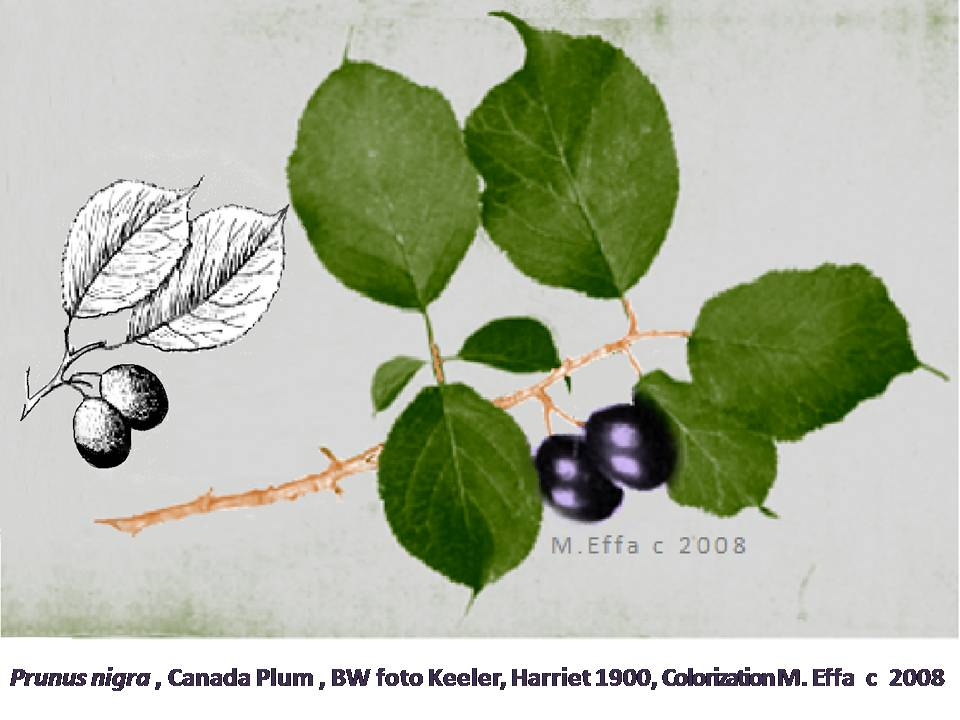
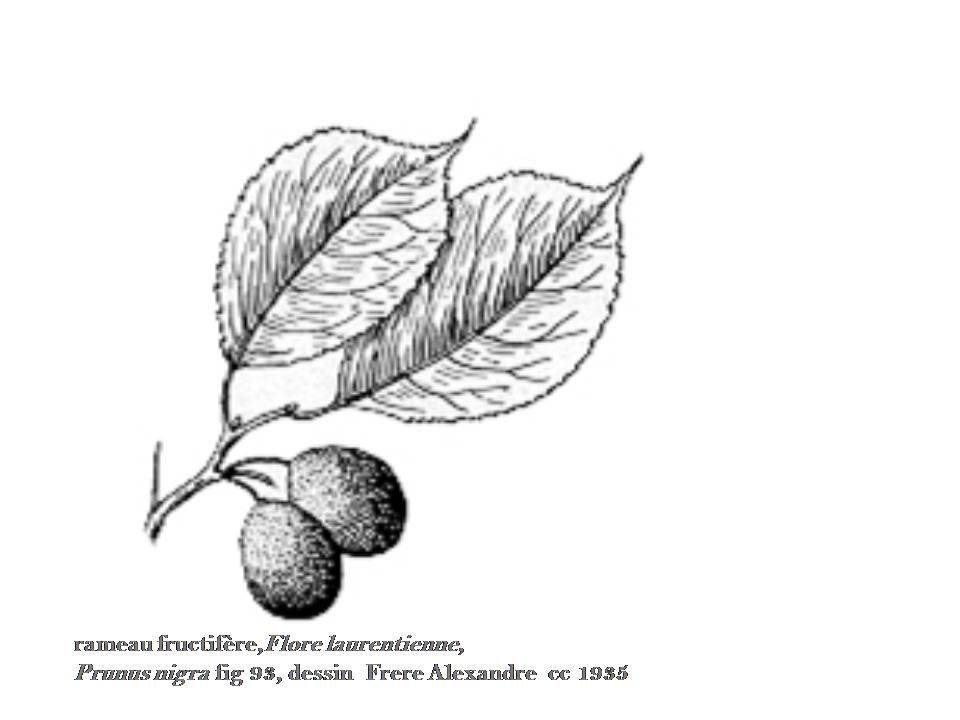
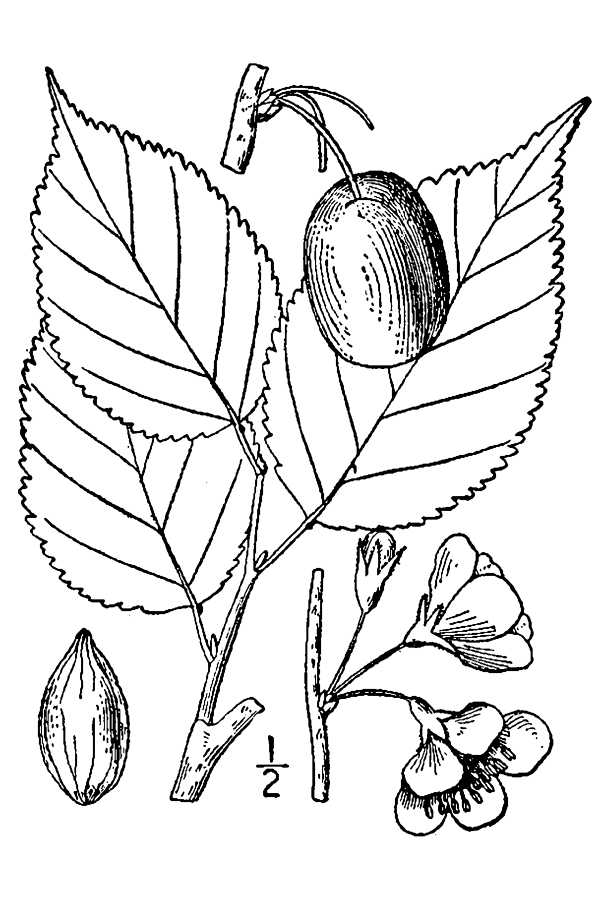